# Morrinhos Futebol Clube
Morrinhos Futebol Clube, comumente conhecido como Morrinhos, é um clube de futebol brasileiro com sede em Morrinhos, em Goiás.

## História
O clube foi fundado em 20 de abril de 1982.
Em 2008, o clube disputou a Segunda Divisão do Campeonato Goiano de Futebol.
Em 2009, foi campeão da Segunda Divisão do Campeonato Goiano de Futebol.
Em 2010, a equipe disputou a primeira divisão do Campeonato Goiano de Futebol e teve em seu elenco o atacante brasileiro naturalizado moldávio, Luvannor Henrique de Sousa Silva, mais conhecido como Henrique Luvannor ou apenas Luvannor. Com quatro vitórias, sete empates e quatro derrotas, a equipe somou 19 pontos e terminou em sétimo lugar, permanecendo na primeira divisão.
Em 2011, com cinco vitórias, dois empates e 11 derrotas, o clube somou 17 pontos, terminando em oitavo lugar e permanecendo na primeira divisão.
Em 2012, o time foi rebaixado para a segunda divisão do Campeonato Goiano.
Em 2015, a equipe disputou o Campeonato Goiano da Terceira Divisão, onde com três vitórias, um empate e quatro derrotas, somou apenas 10 pontos e terminou com um terceiro lugar no grupo B, o que foi insuficiente para ir às semifinais.
Em 2018, o Morrinhos foi campeão da Terceira Divisão do Goianão. Com quatro vitórias, um empate e uma derrota, a equipe se classificou em primeiro lugar no grupo B. Na semifinal, passou pela Associação Atlética Rioverdense e na final venceu o Aparecida Esporte Clube por 2 a 1.
Em 2019, o clube disputou o Campeonato Goiano de Futebol de 2019 - Segunda Divisão. Com cinco vitórias, dois empates e quatro derrotas, a equipe somou 17 pontos e ficou com o segundo lugar do grupo B, dois pontos a menos que o classificado para a final, Anápolis Futebol Clube, que viria a perder a final para o Jaraguá Esporte Clube.
Em 2020, o clube disputaria o Campeonato Goiano de Futebol de 2020 - Segunda Divisão. No entanto, em virtude da pandemia de COVID-19, a federação permitiu que os clubes Aparecida Esporte Clube, Goiatuba Esporte Clube, Morrinhos e Novo Horizonte Futebol Clube desistissem da disputa sem sofrer sanções, voltando a disputar o campeonato em 2021.
Em 2021, o clube disputou a Divisão de Acesso do Campeonato Goiano de Futebol. Com seis vitórias, dois empates e duas derrotas, a equipe somou 20 pontos, terminando a competição em segundo lugar, atrás apenas da equipe do Goiatuba Esporte Clube, campeã do certame.
Em 2022, o clube voltou a disputar a primeira divisão estadual depois de 10 anos. Pela primeira vez em sua história, avançou para as fases eliminatórias, enfrentando o Atlético Goianiense nas quartas-de-final. Em 2023, o clube lançou seu hino oficial.
Em 2024, após uma péssima campanha na primeira divisão do campeonato goiano, o clube foi rebaixado para a segunda divisão do campeonato goiano, ou popularmente chamado de Divisão de Acesso, junto com o Iporá Esporte Clube.

## Estádio

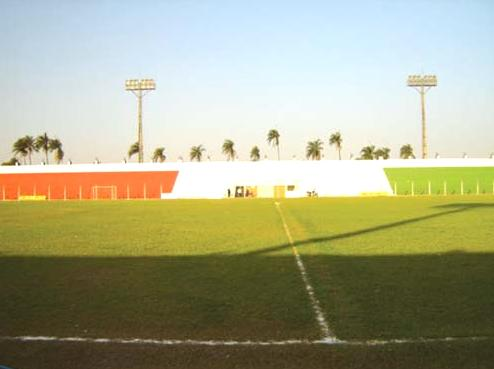
Estádio João Vilela

O Morrinhos Futebol Clube utiliza para seus jogos em casa o Estádio do Centro Esportivo João Vilela, localizado na cidade de Morrinhos, no estado brasileiro de Goiás. O estádio é utilizado pelo Morrinhos e também pelo América de Morrinhos, ambos do município de Morrinhos. O estádio tem capacidade máxima para 5.040 pessoas.
O estádio é utilizado principalmente para partidas do Campeonato Goiano e também em jogos de times amadores de Morrinhos, é utilizado também pelo SESI e serve também de local de treinamento para os times de Morrinhos.
O estádio já sediou jogos como América Futebol Clube 0 x 0 Brasil Sub-20 e América de Morrinhos 2 x 0 América Mineiro.

## Títulos
| Estaduais | Estaduais                             | Estaduais | Estaduais  |
|           | Competição                            | Títulos   | Temporadas |
|           | Campeonato Goiano - Divisão de Acesso | 1         | 2009       |
|           | Campeonato Goiano - Terceira Divisão  | 1         | 2018       |
| --------- | ------------------------------------- | --------- | ---------- |